# Ernest Lacan
Pour les articles homonymes, voir Lacan.
Ernest Lacan, né le 16 septembre 1828 à Paris et mort le 18 janvier 1879 à Paris, est un journaliste et critique d'art français.

## Biographie
Rédacteur du journal La Lumière, il quitte sa direction en 1861 pour créer son propre journal Le Moniteur de la photographie dont le premier numéro sort en mars 1861. 

## Publications
- La Mort de l'archevêque de Paris, poëme, précédé et suivi de quelques essais poétiques, Paris, B. Duprat, 1849, 47 p.
- Esquisses photographiques, à propos de l'Exposition universelle et de la guerre d'Orient : historique de la photographie ... biographies, Paris, Grassart, A. Gaudin et frère, VII-219 p. (Lire en ligne sur Gallica).

réédition en fac-similé : Esquisses photographiques, Paris, Jean Michel Place, coll. « Résurgences. Photographie », 1987  (ISBN 2-85893-070-8).
- Un réveillon à l'hôtel Carnavalet en 1677, Paris, A. Aubry, 1868, 36 p.
- Les Petites gens, Paris, E. Dentu, 1870, VIII-279 p.